# Bruno Pinchard
Pour les articles homonymes, voir Pinchard.
Bruno Pinchard, né le 15 juin 1955 au Havre est un écrivain et universitaire français, docteur et professeur de philosophie.

## Biographie
Bruno Pinchard est né d’une famille de musiciens. Son père est le compositeur Max Pinchard qui lui a donné lui-même une éducation musicale.
Après des études au lycée François Ier (Le Havre), puis à Louis-le-Grand, il est admis à l'École normale Supérieure (promotion 1976).
Durant ces années, il suit notamment les cours de Louis Althusser, Emmanuel Levinas, Jacques Derrida, Jacques Lacan et se lie d’amitié avec Pierre Caye et Pierre Lochak.
Agrégé de philosophie en 1978, il devient également élève d’une seconde École normale, l'École normale supérieure de Pise  (1979 - 1981), où il a pour professeur Eugenio Garin.
Les rencontres déterminantes se feront cependant en dehors des écoles : celles du compositeur Georges Migot et du mathématicien René Thom en France, ainsi que du musicologue Annibale Gianuario en Italie.
Il soutient en 1982 à l’École des hautes études en sciences sociales une thèse de Troisième Cycle sous la direction de Louis Marin : L'Orphée moderne, rhétorique et métaphysique du «suono delle parole» dans l'humanisme littéraire et musical du Cinquecento.
Une fois sa thèse d’État soutenue en 1991, « La Fabbrica della mente, de Cajétan à Vico » sous la direction de Pierre Magnard à l’Université de Paris-IV Sorbonne, il est élu professeur à l'Université de Tours et au Centre d'études supérieures de la Renaissance (chaire de philosophie de la Renaissance).
À partir de 2003, Bruno Pinchard est titulaire de la chaire de philosophie de la Renaissance et de l’Âge classique à l’Université Jean-Moulin Lyon-III, où il est directeur de l’École doctorale de philosophie, région Rhône-Alpes (2007-2016).
Il y est élu en 2016 doyen de la faculté de Philosophie pour un mandat de cinq années.
Il prend sa retraite universitaire en septembre 2020[réf. souhaitée]. 
Depuis 2021, il poursuit ses travaux en France au sein du Centre Jean Pépin (CNRS-ENS Ulm), et développe ses recherches selon deux axes institutionnels : la Société Dantesque de France dont il est le fondateur, et Actualités de René Thom.
Par ailleurs, Bruno Pinchard a donné des enseignements à l’étranger à l'Institut italien pour les études philosophiques de Naples et auprès de centres de recherche italiens (Catane, Bologne, Trente). Il a présenté des travaux sur Descartes à l’Université de Chicago, sur Rabelais à l’Université de Caroline du Nord à Chapel Hill. Il a été invité dans les universités du Québec (Laval et UM) et de Roumanie. Il s’est rendu à deux reprises en Israël pour y présenter ses travaux sur Rabelais et la tradition juive. Il travaille également avec l’Université Libre de Belgique. Il a enseigné en 2008 dans les universités japonaises (Nihon, Waseda, Todai, Kwansei-Gakuin). Il s’est rendu régulièrement en Chine, en particulier à l’Université Sun-Yat-sen de Canton et à la Bejing Normal University (BNU) de Pékin.

## Œuvre
Bruno Pinchard cherche en philosophie à rompre avec la «déconstruction» qui a régné sur sa génération intellectuelle et en appelle à une «Métamorphose de la philosophia perennis» (la «philosophie éternelle») : dans un contexte de destructions généralisées, il prétend  à la constitution d'une "métaphysique" de la destruction elle-même , seule capable de préserver les ressources d'une pensée prise dans sa totalité.
Son étude sur la Fabbrica della mente, «architecture de l’esprit» (expression empruntée au Tasse), parue en 1992 sous le titre La Raison dédoublée, s’attache historiquement à la Renaissance italienne dont il fait l’épisode exemplaire d’un renouvellement de la philosophie. Se fondant sur l’examen de cette période charnière, entre moyen-âge et temps modernes, il pose que l’architecture de l’esprit capable de porter une civilisation se construit à partir du « dédoublement » de son principe.
La pensée de la Renaissance s’est dédoublée entre scolastique et modernité (à travers la question de l’analogie), entre paganisme et christianisme (avec le retour du platonisme), entre terre et mer (avec les grandes découvertes). À partir de ces observations historiques, le travail de Bruno Pinchard consiste à donner un sens conceptuel aux dynamiques de «dédoublement». Pour Pinchard, c’est seulement sur la base du dédoublement que la pensée réalise ses fins théoriques et pratiques. Dès lors que l’esprit se dédouble, l’intelligence humaine devient féconde. Pinchard oppose ainsi le pouvoir critique de la dualité aux réductions à une unité contrainte qui, à ses yeux, caractérisent les idéologies,.
Libérer la scission irrépressible qui réside dans tout ce qui se réclame d’une unité, tel est selon cet auteur le véritable pouvoir de la pensée. Pinchard parvient à en contenir le risque destructeur en trouvant dans les mythes humanistes une mesure capable de s’imposer à la puissance de division de l’intelligence. Par cette culture du mythe réfléchi, la pensée de Pinchard est un humanisme.
Face à des oppositions qui semblent désormais irréconciliables entre profane et sacré, tradition et modernité, progrès et décadence ou globalisation et territorialisation, on trouve à l'œuvre selon Pinchard des mythes fédérateurs, fondements d'une communauté humaine. En effet, ces derniers ne font pas obstacle à l’approfondissement des dédoublements à la base de la vie historique,. Ils en constituent seulement le fonds substantiel. Pinchard trouve des expressions universelles de ces mythes, en particulier chez Rabelais et chez Dante : les géants de l’origine et le culte des déesses méditerranéennes,. Par les mêmes voies il défend l’ontologie contre le parti pris anti-substantialiste de la philosophie contemporaine, en particulier le courant phénoménologique, toute substance devenant pour lui un centre mythique, qu’il nomme après René Thom, un « puits de potentiel ».
Bruno Pinchard a entretenu un dialogue constant avec l’œuvre mathématique de René Thom. Il a cherché dans la géométrie des catastrophes (des plis topologiques de l’espace) la forme profonde de ces mythes organisateurs,. Sous l’impulsion de René Thom, sa philosophie est devenue un « occasionnalisme» qui fait de tout événement une occasion actualisant la forme pure d’un mythe. Il a retrouvé jusque dans l’idée du Capital selon Marx un prolongement de ce point de vue, qu’on pourrait nommer un « occasionnalisme mythologique ».
En résumé le dédoublement selon Pinchard est la plus vieille marque de l’humanité qui se sait exposée au devenir et à la mort, celle d’un savoir confronté à sa part d’ignorance et à la dualité de son engendrement. Être dédoublé, c’est être initié au secret du monde et retrouver sa place dans l’histoire de l’humanisation.
Ainsi le dédoublement s'établit selon Bruno Pinchard comme une méthode à mettre en œuvre dans le champ des sciences humaines comme dans tout effort d’interprétation des témoignages du passé. Il est finalement question pour cet auteur de répondre au défi posé par l'idée d'une fin de la métaphysique,.

## Société Dantesque de France
Bruno Pinchard est fondateur en janvier 2016 de la Société Dantesque de France (SDdF) dont il est également élu président. Dans sa lettre de fondation, il invite plusieurs chercheurs et philosophes à réactiver l'initiative du professeur Laurencin et de Maurice Mignon d'avant la Seconde Guerre mondiale. En s'appuyant sur les nouvelles études historiques réalisées autour de l'image et l’œuvre de Dante Alighieri, la SDdF entend participer au réseau des sociétés dantesques dans le monde et travailler à la transmission de la pensée du poète,. L'équipe de direction et le comité scientifique de la société réunit de nombreux et éminents italianistes, des  philosophes, de jeunes doctorants ainsi que plusieurs universitaires.
Il traduit et commente depuis plusieurs années les œuvres de Dante Alighieri. Il a notamment défendu la thèse que le Summo Poeta était tout aussi bien un philosophe et que l'accès à l'essence même de la poésie de Dante devait se faire par une compréhension de la métaphysique et de l'éthique[réf. nécessaire].

## Actualité de René Thom
Bruno Pinchard apporte sa contribution aux recherches en cours autour de l’œuvre de René Thom organisées, depuis 2018, par Jean-Jacques Szczeciniarz, Jean Petitot, et Clément Morier : Actualités de René Thom. 
Bruno Pinchard anime désormais, en compagnie d'un artiste, Thibaud Bernard-Helis, un cercle de travail sur le néo-aristotélisme morphologique dans le cadre du séminaire Dante et la philosophie à l'Ecole Normale supérieure de la rue d'Ulm. 
Ses activités lui permettent de poursuivre ses recherches sur la forme, concept cardinal pour comprendre l'histoire de la philosophie, hérité en particulier de Platon et d'Aristote. Elle l'amènent de plus à maintenir une compréhension des mathématiques parallèlement à une compréhension poétique de la pensée[réf. nécessaire],

## Franc-maçonnerie
Membre de la Grande Loge nationale française (GLNF), a été vénérable maître de la loge de recherche Villard de Honnecourt. Il donne en avril 2015 une conférence publique sur le thème de « Féminité et initiation »  dans les locaux de l'obédience. En mai 2015, il est conférencier pour la GLNF en compagnie de l'historien Yves Hivert-Messeca pour le Grand Orient de France lors des « rencontres Lafayette », première rencontre de l'histoire entre les deux obédiences représentant les deux grands courants de la franc-maçonnerie,. Il est également codirecteur de rédaction de la revue maçonnique Les Cahiers Villard de Honnecourt.
À l'occasion de la publication de son ouvrage Philosophie de l'initiation en 2016, il évoque son appartenance à la franc-maçonnerie. Cet ouvrage reçoit en novembre 2016 et à l'occasion du Salon maçonnique du livre de Paris, le prix littéraire de la catégorie philosophie et société de l'Institut maçonnique de France.

## Principales publications
- Métaphysique et sémantique. Autour de Cajétan, Paris, Librairie philosophique, Vrin, 1987.
- Savonarole. La Fonction de la poésie, précédé de « Le nœud de la colère », Lausanne, L’Âge d’Homme, 1989[47].
- Pierre Magnard, Olivier Boulnois, Bruno Pinchard et Jean-Luc Solère, La demeure de l'être. Autour d'un anonyme. Étude et traduction du Liber de Causis, Paris, Vrin, 1990.
- La Raison dédoublée. La Fabbrica della mente, suivi de « La transcendance démembrée » par René Thom, Paris, Aubier, 1992
- (dir.), Rationalisme analogique et humanisme théologique, la culture de Thomas de Vio, Il Gaetano, Actes du Colloque de Naples réunis par Bruno Pinchard et Saverio Ricci, Naples, Vivarium, 1993.
- Vico. De l’antique sagesse de l’Italie, Paris, Flammarion, « GF », 1993.
- (dir.), « Fine follie » ou la catastrophe humaniste, Paris, Champion, 1995.
- Le Bûcher de Béatrice, essai sur Dante, Paris, Aubier, 1996.
- Une juste plainte, une juste prière: Ariane et Orphée aux origines du chant orphique de Claudio Monteverdi ; Introduction à la connaissance du "Parlar cantando" et du chant humaniste à Annibale Gianuario, Fondazione Centro Studi Rinascimento Musicale, Fiesole, 1997.
- (dir.), La légèreté de l’être, études sur Malebranche, Paris, Vrin, 1998.
- (dir.), Pour Dante : I. Dante et l’Apocalypse. II. Lectures humanistes de Dante, Paris, Honoré Champion-CESR, 2001.
- Méditations mythologiques, Paris, Les Empêcheurs de penser en rond, Le Seuil, 2002[a].
- Un Dieu pour la ville, une âme dans la ville, cours d’Agrégation de philosophie sur saint Augustin, CNED, 2004[48].
- (dir.), Heidegger et la question de l’humanisme : faits, concepts, débats, Paris, PUF, 2005.
- (dir.), en collaboration avec Yves-Charles Zarka, Y a-t-il une histoire de la métaphysique? Paris, PUF, 2005.
- Éducation, transmission, rénovation à la Renaissance, textes sur la Renaissance réunis par Bruno Pinchard et Pierre Servet, ouverture de Jacqueline de Romilly, Cahiers du Gadges, no 4, Diffusion Libraire Droz, Genève, 2006.
- Recherches métaphysiques. Philosophie française contemporaine (Leçons données dans les universités japonaises, octobre 2008), édition bilingue, Tokyo, Nihon University press, 2009[49].
- Philosophie à outrance, cinq essais de métaphysique contemporaine, Bruxelles, EME, 2010.
- Rovesciamenti e rotazioni, Due saggi di metafisica contemporanea, a cura di Luigi Francesco Clemente, Nuovi Orizzonti, San Benedetto del Tronto, 2011[50].
- Métaphysique de la destruction, Bibliothèque philosophique de Louvain no 86, Peeters-Vrin, 2012.
- Marx à rebours, Paris, Kimé, 2014 ; édition italienne : Marx a rovescio, Mimesis, 2017
- Écrits sur la Raison classique, Paris, Kimé, 2015.
- Philosophie de l'initiation, Paris, Dervy, 2016.
- Hespérie ; contribution virgilienne à une politique occidentale, Paris, Kimé, 2018.
- Poeta Sitiens : Rabelais et la philosophie, en collaboration avec Yoann Dumel, Paris, Kimé, 2022.
- Le Banquet, Dante : traduction et édition critique, Paris, Garnier, 2023
- La Vie neuve, Dante : traduction et édition critique, Paris, Garnier, 2024

## Distinction
- Chevalier de l'ordre des Palmes académiques, 2007[3].
- Prix Mabillon de l'Académie française pour l'édition de la Vie neuve, 2025[51]